# Fycoërytrine

Molecuulstructuur van fycoërytrine (C33H38N4O6)

Fycoërytrine is een kleurstof met een rood-bruine kleur, die onder andere voorkomt in blauwalgen. Fycoërytrine is een eiwit dat een koperatoom bevat en waar het de rode kleur van krijgt. Het absorptiespectrum toont absorptie-maxima met een golflengte van 496 nm, 529-534 nm en 555 nm.